# Neodrillia
Neodrillia là một chi ốc biển, là động vật thân mềm chân bụng sống ở biển thuộc họ Drilliidae.

## Các loài
Các loài thuộc chi Neodrillia bao gồm:
- Neodrillia blacki Petuch, 2003[2]
- Neodrillia cydia Bartsch, 1943[3]